# Вишње Ружбахи
Вишње Ружбахи (слч. Vyšné Ružbachy) насељено је мјесто са административним статусом сеоске општине (слч. obec) у округу Стара Љубовња, у Прешовском крају, Словачка Република.

## Становништво
| Година:    | 1994. | 2004.    | 2014.   | 2024.   |
| ---------- | ----- | -------- | ------- | ------- |
| Број људи: | 1164  | 1296     | 1403    | 1443    |
| Разлика:   |       | +11,34 % | +8,25 % | +2,85 % |

| Година:    | 2023. | 2024.   |
| ---------- | ----- | ------- |
| Број људи: | 1420  | 1443    |
| Разлика:   |       | +1,61 % |

Према подацима о броју становника из 2024. године насеље је имало 1443 становника.